# Reepham
Reepham est une ville du district de Broadland dans le comté de Norfolk, en Angleterre. Elle est située au nord-ouest de Norwich. La population comptait 2 312 habitants en 2021.